# Puits artésien de la Butte-aux-Cailles
Puits artésien de la Butte-aux-Cailles je jedna z fontán v Paříži, které jsou napájeny vodou z artéských studní. Nachází se na Butte aux Cailles ve 13. obvodu na náměstí Place Paul-Verlaine.

## Historie
V 19. století proběhly úspěšné vrty artéských studní v Grenelle a Passy. Na základě myšlenky fyzika Françoise Araga byla artéská studna naplánována i na Butte aux Cailles, aby zásobovala vodou zdejší čtvrť. Zbytek vody měl být odváděn do řeky Bièvre. O vrtu rozhodl prefekt Haussmann dekretem z 19. června 1863. Práce začaly až 28. srpna 1866 výstavbou dřevěné vrtací věže a měly být dokončeny v roce 1872. Ale po neshodách mezi dodavatelem a úřady a také kvůli nedostatku peněz (v roce 1870 byla Paříž obléhána a v roce 1871 proběhla Pařížská komuna) byly práce přerušeny. Navíc byla řeka Bièvre postupně zahloubena do podzemí a nebylo třeba zvyšovat její průtok. Akvadukt Vanne od roku 1874 přiváděl vodu do nádrže Montsouris, což umožňovalo zásobování vody na jihu Paříže. Zůstala stát pouze opuštěná dřevěná věž. Vrtání pokračovalo v roce 1893 pod vedením inženýra Paulina Arraulta. Vrt byl úspěšně dokončen roce 1904 v hloubce 582 m. Od roku 1924 studna zásobovala nově zprovozněnou nedalekou plovárnu Butte-aux-Cailles. V roce 1994 město Paříž pověřilo společnost Eau de Paris renovací artéských studní. V roce 1999 byla slavnostně otevřena obnovená kašna. Původní vrt byl už zastaralý a v roce 2000 byl v hloubce 620 m vyhlouben nový vrt.